# Pithecheir
Pithecheir là một chi động vật có vú trong họ Muridae, bộ Gặm nhấm. Chi này được Lesson miêu tả năm 1840. Loài điển hình của chi này là Pithecheir melanurus Lesson, 1840.

## Các loài
Chi này gồm các loài: